# Kari Puro
Kari Uolevi Puro, född 21 november 1941 i Äänekoski, är en finländsk läkare och försäkringstjänsteman.
Puro blev medicine och kirurgie doktor 1969 på en avhandling inom medicinsk kemi och därefter politices magister 1971. Han var forskare vid Folkpensionsanstalten 1971, kanslichef vid social- och hälsovårdsministeriet 1972–1990 och verkställande direktör för Ömsesidiga pensionsförsäkringsbolaget Ilmarinen 1991–2006. Han blev även styrelseordförande för Pensionsskyddscentralen 1994. Han är socialdemokrat och var starkt engagerad i utbyggandet av hälsovårdscentralerna och realiserandet i Finland av Världshälsoorganisationens projekt "Hälsa för alla år 2000".